# والتر امانوئل جونز
والتر امانوئل جونز (انگلیسی: Walter Emanuel Jones؛ زادهٔ ۳۰ نوامبر ۱۹۷۰) یک هنرپیشه اهل ایالات متحده آمریکا است. وی از سال ۱۹۹۲ میلادی تاکنون مشغول فعالیت بوده‌است.